# Ponts-sur-Seulles
Ponts-sur-Seulles es una comuna nueva francesa situada en el departamento de Calvados, de la región de Normandía.

## Historia
Fue creada el 1 de enero de 2017, en aplicación de una resolución del prefecto de Calvados de 8 de septiembre de 2016 con la unión de las comunas de Amblie, Lantheuil y Tierceville, pasando a estar el ayuntamiento en la antigua comuna de Lantheuil.

## Demografía
| Gráfica de evolución demográfica de Ponts-sur-Seulles entre 1800 y 2014 |
|                                                                         |

Los datos entre 1800 y 2013 son el resultado de sumar los parciales de las tres comunas que forman la nueva comuna de Ponts-sur-Seulles, cuyos datos se han cogido de 1800 a 1999, para las comunas de Amblie, Lantheuil y Tierceville de la página francesa EHESS/Cassini. Los demás datos se han cogido de la página del INSEE.

## Composición
| Comuna delegada | Código INSEE | Población (2013) | Superficie (km²) | Densidad (hab./km²) |
| --------------- | ------------ | ---------------- | ---------------- | ------------------- |
| Amblie          | 14008        | 273              | 5.82             | 47                  |
| Lantheuil       | 14355        | 705              | 4.42             | 60                  |
| Tierceville     | 14690        | 167              | 2.62             | 64                  |